# Rhipidolestes okinawanus
Rhipidolestes okinawanus là một loài chuồn chuồn kim thuộc họ Megapodagrionidae. Đây là loài đặc hữu của Nhật Bản.